# Aedes hokkaidensis
Aedes hokkaidensis är en tvåvingeart som beskrevs av Tanaka, Mizusawa och Saugstad 1979. Aedes hokkaidensis ingår i släktet Aedes och familjen stickmyggor. Inga underarter finns listade i Catalogue of Life.